# Costa Calma
Costa Calma is een plaats op het schiereiland Jandía in het zuiden van het Spaanse eiland Fuerteventura. De plaats ligt in de gemeente Pájara en heeft 5670 inwoners (2013). 
De plaats heeft zich sinds 1970 ontwikkeld tot een toeristenresort. De stranden rond Costa Calma zijn populaire windsurf locaties.
Costa Calma ligt aan de verkeersader FV-2. In december 2015 werd er een nieuwe autosnelweg geopend rondom de plaats.